# Liste de femmes paléontologues
Voici une liste de femmes paléontologues ayant contribué et contribuant de manière significative au développement de la pratique. Elles sont classées par ordre alphabétique.
- Haut – A
- B
- C
- D
- E
- F
- G
- H
- I
- J
- K
- L
- M
- N
- O
- P
- Q
- R
- S
- T
- U
- V
- W
- X
- Y
- Z

## A
- Mary Anning (1799-1847) : 1re femme paléontologue, découvre l'ichtyosaure.
- Esther Applin (1895-1972) : micropaléontologue, géologue pétrolière.
- Galina Grigor'yevna Astrova (1906-1973) : spécialiste du Paléozoïque (bryozoaires, géologie minière et stratigraphie).

## B
- Dorothea Minola Alice Bate (1878-1951) : paléontologue et archéozoologue spécialiste des paléoenvironnements, des mammifères et des oiseaux.
- Elizaveta Ivanovna Belajeva (1894-1983) : spécialiste des mammifères cénozoïques (proboscidiens, artiodactyles, périssodactyles).
- Mary Buckland (1797-1857) : paléontologue, biologiste marine et illustratrice scientifique.

## C
- Nina Evgen'evna Chernysheva (1912-2003) : spécialiste du Cambrien (trilobites et foraminifères).
- Lucy May Cranwell (en) (1907-2000) : paléobotaniste, spécialiste des microfossiles et du pollen.
- Pauline Crié (1854-1911) : spécialiste des faunes dévoniennes.
- Ethel Dobbie Currie (en) (1907-2000) : spécialiste des échinides et des ammonites.

## D
- Marthe Deflandre-Rigaud (1902-1987) : spécialiste des échinodermes.
- Anna Fedorovna Dibner (1920-1998) : paléobotaniste (pollen) et spécialiste de la géomorphologie.
- Emily Dix (en) (1904-1972) : spécialiste des écosystèmes terrestres (bivalves d'eau douce, macroflore).
- Jeanne Doubinger (1921-1994) : palynologue, spécialiste des acritarches et des dinokystes.

## E
- Tilly Edinger (1897-1967) : spécialiste des crânes et des notosaures.
- Gertrude Lilian Elles (en) (1872-1960) : spécialiste des graptolites paléozoïques.

## F
- Ann-Marie Forsten (1939-2002) : spécialiste des Hipparions (chevaux).
- Madeleine Alberta Fritz(1896-1990) : spécialistes des bryozoaires ordoviciens.

## G
- Julia Anna Gardner (1882-1960) : spécialiste des mollusques crétacés et du Cénozoïque.
- Zulma Brandoni de Gasparini (1944) : spécialiste des reptiles du Mésozoïque et du Cénozoïque en Amérique du Sud.
- Suzette Gillet (1893-1988), première femme en France à accéder à un poste de professeur d’université en géologie (Université de Strasbourg)[1].
- Winifred Goldring (1888-1971) : spécialiste des crinoïdes dévonien, paléobotaniste et vulgarisatrice scientifique.
- Jane Gray (1929-2000) : palynologue.

## H
- Sue Hendrickson (1949-) : découvre le Tyranosaurus rex.
- Mary Higby Schweitzer : spécialiste du Tyranosaurus rex.
- Dorothy Hill (1907-1997) : spécialiste des coraux paléozoïques, des faunes de l'Antarctique.
- Elise Hofmann (1889-1955) : paléobotaniste.
- Hildegarde Howard (en) (1901-1998) : spécialiste des oiseaux.

## I
- Elena Alekseevna Ivanova (1901-2005) : cartographe et paléontologue spécialiste des brachiopodes carbonifères et plus anciens.

## K
- Josephine Kablick (1787-1863) : paléobotaniste.
- Myra Keen (en) (1905-1986) : micropaléontologue et spécialiste de mollusques.
- Mabel Winifred Kendall (1920-2004) : paléobotaniste.
- Ivanova valentina Khomutova (1935-2001) : paléobotaniste.

## L
- Yolande Le Calvez (1910-2002) : spécialiste des foraminifères.
- Dorothée Le Maître (1896-1990) : spécialiste des stromatopores et des faunes dévoniennes.
- Mary Leakey (1913-1996) : paléoanthropologue.
- Suzanne Leclercq (1901-1994) : paléobotaniste.
- Arlette Leroi-Gourhan (1913-2005) : paléopalynologue, paléoclimatologue, paléoethnobotaniste.
- Raisa Khaimova Lipman (1914-2000) : spécialiste des radiolaires.

## M
- Francine Martin (1937-1994) : micropaléontologue, spécialiste des graptolites.
- Carlotta Joaquina Maury (1874-1938) : spécialiste des mollusques.
- Elisabeth Ellen McIver (1941-2001) : paléobotaniste.
- Helen Marguerite Muir-Wood (1895-1968) : spécialiste des brachiopodes.

## N
- Maria Feodorovna Neuburg (1894-1962) : paléobotaniste.
- Elizabeth Nicholls (1946-2004) : spécialiste des reptiles marins.

## P
- Marie Vasil'evna Pavlova (1854-1938) : spécialiste des mammifères en particulier des ongulés.
- Elizabeth Philpot (1780-1857) : spécialiste des poissons fossiles.

## R
- Eleanor Mary Reid (1860-1953) : mathématicienne, géologue et paléobotaniste.
- Lada N. Repina (1925-1993) : spécialiste des trilobites cambriens.
- Emma Richter (1888-1956) : spécialiste des trilobites.

## S
- Alice Schnorf-Steiner (1904-1993) : spécialiste des stromatopores.
- Brigitte Senut (1954-) : paléoanthropologue.
- Nina Semenovna Shevyreva (1931-1996) : spécialiste des marsupiaux.
- Anna Nikolaevna Sokolskaya (1901-1971) : spécialiste des brachiopodes.
- Barbara Jaffe Stahl (1930-2004) : spécialiste des holocéphales.
- Marie Charlotte Carmichael Stopes (1880-1958) : paléobotaniste.
- Galina Aleksandrovna Stukalina (1928-1998) : spécialiste des crinoïdes paléozoïques.

## T
- Helen Tappan (1840-1901) spécialiste des foraminifères.
- Geneviève Termier (1917-2005) : spécialiste des faunes paléozoïques.

## V
- Akta Vodickova-Kneblova (1919-1999) : paléobotaniste.
- Tamara F. Vozzhennikova (1914-2000) : paléobotaniste.

## W
- Mary Julia Wade (1928-2005) : spécialiste des foraminifères.
- Alice Wilson (1881-1964) : spécialiste des trilobites.
- Ethel Mary Reader Wood (en) (1871-1946) : spécialiste des graptolites.
- Elena Dmitrievna Zaklinskaya (1910-1989) : paléobotaniste.

## Z
- Haut – A
- B
- C
- D
- E
- F
- G
- H
- I
- J
- K
- L
- M
- N
- O
- P
- Q
- R
- S
- T
- U
- V
- W
- X
- Y
- Z